# Wembley-Stadion (1923)
Das ursprüngliche Wembley-Stadion (englisch: Wembley Stadium; offiziell: British Empire Exhibition Stadium, auch kurz The Twin Towers oder Old Wembley genannt) war ein Stadion in Wembley, einem Teil des Londoner Bezirks Brent. Das 1923 eröffnete Bauwerk wurde im Wesentlichen für Fußballspiele auf nationalem und internationalem Niveau genutzt, war jedoch auch Austragungsort der Olympischen Spiele 1948, des Live-Aid-Konzerts sowie zahlreicher weiterer Sport- und Musikveranstaltungen.
Weltweite Bekanntheit erlangte das Stadion durch das Finale der Fußball-Weltmeisterschaft 1966, in dem das legendäre Wembley-Tor fiel. Der brasilianische Weltfußballer Pelé bezeichnete Wembley in Bezug auf dessen Bedeutung für den internationalen Fußball als „Kathedrale“, „Hauptstadt“ und „Herz“ des Fußballs.
Durch die architektonisch markanten Doppeltürme etablierte sich der Spitzname The Twin Towers (dt.: Die Zwillingstürme). Bekannt waren zudem die 39 Stufen, die die Spieler zur Übergabe einer Trophäe in die Royal Box erklimmen mussten. Das Stadion wurde seit 2000 nicht mehr genutzt und 2003 abgerissen. Vier Jahre später öffnete das neue Wembley-Stadion auf gleichem Boden, das dem alten Stadion zum Spitznamen Old Wembley verhalf.

## Geschichte

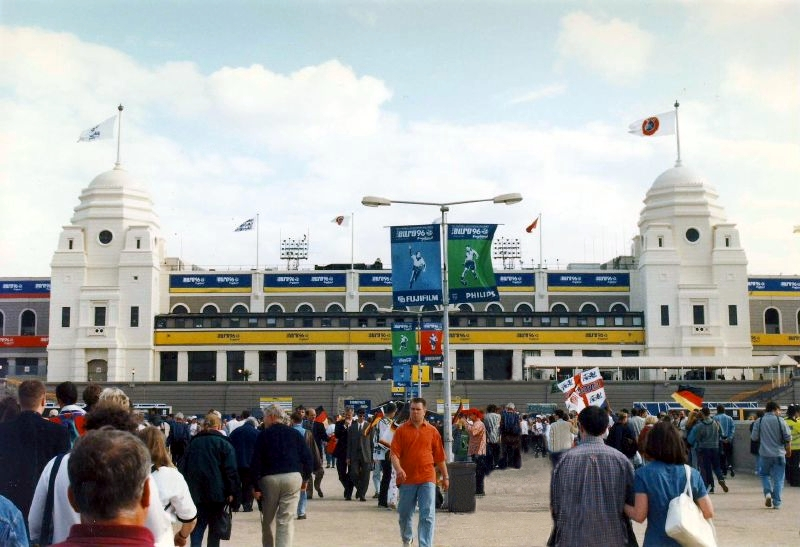
Außenansicht des Wembley mit seinen "Twin Towers" während der EM 1996

Anlass zum Bau des Wembley Stadium war die von 1924 bis 1925 stattfindende British Empire Exhibition, daher wurde das Stadion offiziell als British Empire Exhibition Stadium bezeichnet. Die Konzipierung und Umsetzung übernahm Sir Robert McAlpine, ein Bauunternehmen, das nach seinem Begründer Robert McAlpine benannt wurde. Als Bauleiter fungierten die Architekten John William Simpson und Maxwell Ayrton sowie der Chefingenieur Owen Williams. Als Baugrund wurde das Gelände ausgewählt, auf dem sich das unvollendete Projekt des Watkin’s Tower befand. 1922 begannen die Arbeiten und wurden mit einem Budget von 750.000 Pfund innerhalb von exakt 300 Tagen fertiggestellt. Nur drei Tage nachdem der Bau vollendet wurde, fand mit dem FA-Cup-Finale 1923 das erste Fußballspiel im Stadion statt.
Geplant war, das Stadion im Anschluss an die Ausstellung wieder abzureißen, jedoch setzte sich James Stevenson, der dem Organisationskomitee der British Empire Exhibition vorsaß, erfolgreich für den Erhalt des Bauwerks ein. Arthur Elvin, der während der Ausstellung selbst einen Stand besaß und Zigaretten verkaufte, erwarb mehrere der nun nicht mehr benötigten Bauwerke der Ausstellung, riss sie ab und verkaufte den anfallenden Schrott mit Gewinn. Schließlich erwirtschaftete er auf diese Weise genug Geld, um James White, dem derzeitigen Eigner, 127.000 Pfund für das Stadion zu bieten. White jedoch verstarb kurze Zeit später, sodass die Wembley Company die Geschäfte übernahm und das vorliegende Angebot von Elvin akzeptierte. Allerdings kaufte die Wembley Company das Stadion im Anschluss sofort zurück und zahlte Elvin in Aktien aus, die ihn zum Vorsitzenden des Stadions machten.
1934 wurde das Stadionumfeld um die Wembley Arena erweitert, die für die British Empire Games 1934 errichtet wurde. 1963 erfolgte die erste umfangreiche Renovierung des Wembley Stadium, bei der eine elektronische Anzeigetafel installiert sowie das Dach um eine Aluminium-Glas-Konstruktion erweitert wurde.
Das letzte Spiel im alten Wembley-Stadion fand am 7. Oktober 2000 im Rahmen der Qualifikation zur WM 2002 zwischen England und Deutschland statt, bei dem Dietmar Hamann mit dem 1:0-Siegtreffer für Deutschland das letzte Tor in der Geschichte des Stadions schoss.
Später im Oktober 2000 wurde das Stadion geschlossen und, durch finanzielle und politische Schwierigkeiten verzögert, 2003 abgerissen, wobei insbesondere der Abriss bzw. Nicht-Erhalt der Zwillingstürme für Proteste sorgte. Im März 2007 wurde dann auf gleichem Boden das neue und doppelt so große Wembley-Stadion fertiggestellt, das 90.000 Zuschauer fasst und unter anderem Austragungsort der Olympischen Spiele 2012 war.
(Hauptartikel: siehe Wembley-Stadion (2007))

## Veranstaltungen

### Fußball

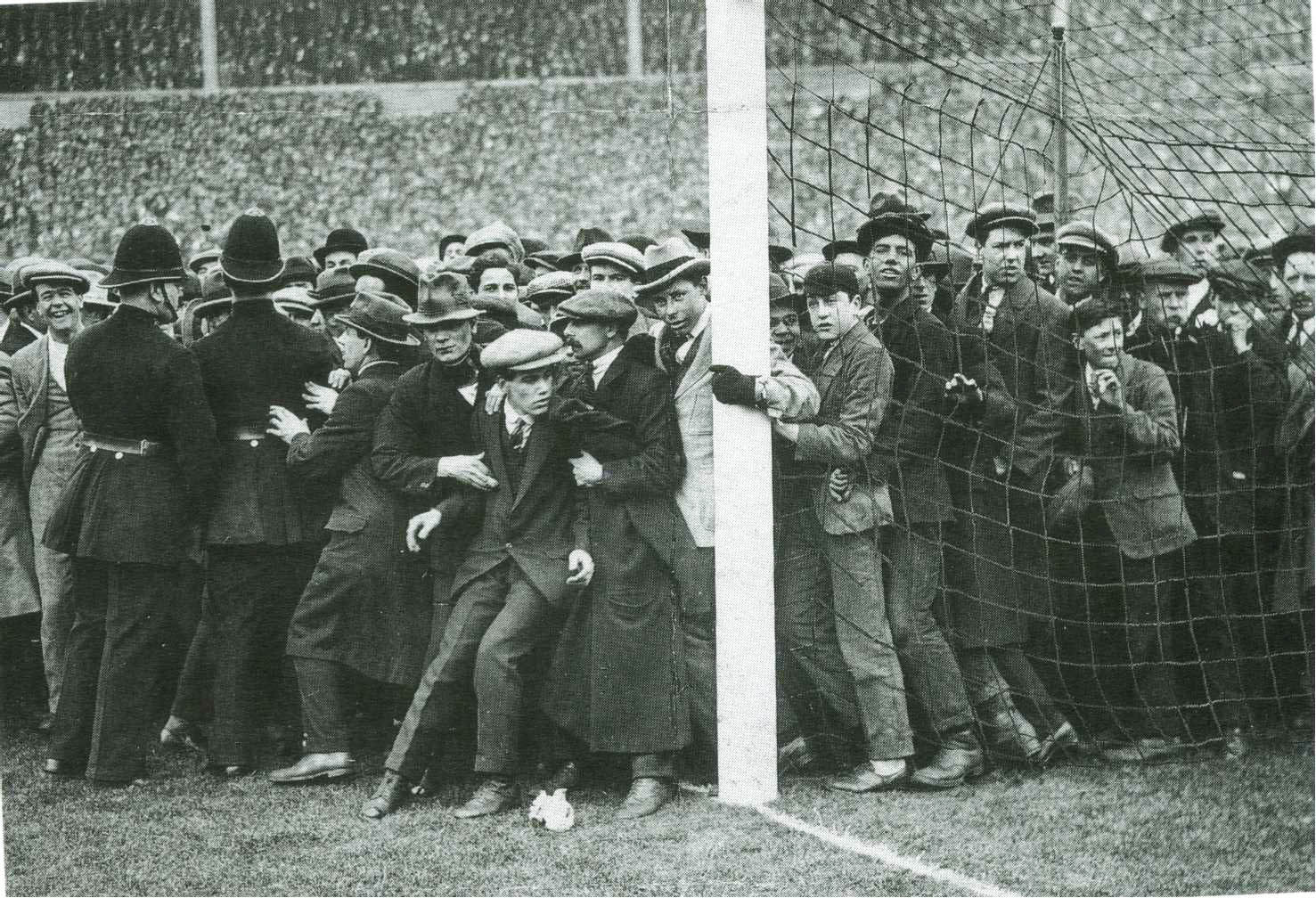
Zuschauer drängen über die Torauslinie

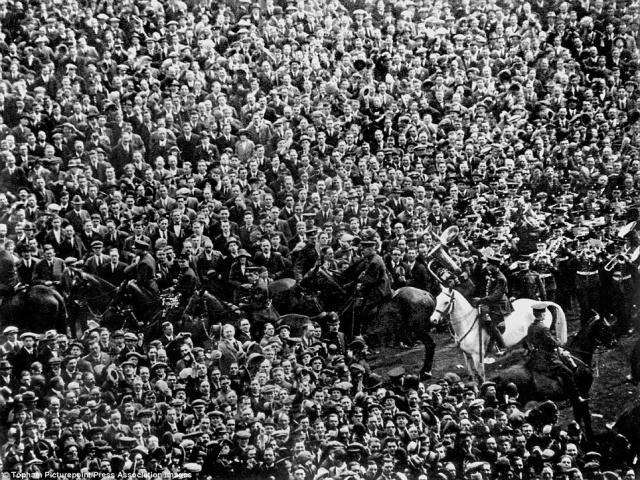
Billy, das „weiße“ Pferd

Nur drei Tage nach der Eröffnung des Stadions fand mit dem Finale des FA Cups zwischen den Bolton Wanderers und West Ham United das erste Fußballspiel im neuen Stadion statt. Dieses sollte als White Horse Final in die Geschichte des englischen Fußballs eingehen. Da König George V. den Pokal überreichen sollte, sah sich die englische FA gezwungen, mit viel Werbung für ein volles Stadion zu sorgen. Es wurde weit voller als erhofft. Schon zwei Stunden vor dem Anpfiff waren alle 127.000 Plätze besetzt. Doch der Zustrom hielt an. Allein die Londoner U-Bahn verkaufte an diesem Tag 241.000 Fahrkarten nach Wembley. Die Ankömmlinge kletterten über Zäune und Absperrungen, es kam zu einem Massenauflauf. Die Polizei schätzte nach dem Spiel die Zahl der Zuschauer auf fast 300.000, andere Schätzungen nahmen über 250.000 Zuschauer an, jedenfalls war es die vermutlich größte Menschenmenge, die jemals zu einem Fußballspiel kam. Das Spielfeld war voller Zuschauer, sodass unklar war, ob das Spiel überhaupt stattfinden würde. Vergeblich versuchten die Spieler und die Polizei, sie dazu zu bewegen, das Spielfeld zu verlassen. Schließlich waren es Constable George Scorey und sein graues Pferd Billy (welches auf den Fotos weiß aussieht), die die Zuschauer vom Spielfeld drängten, sodass das Spiel doch mit 45-minütiger Verspätung angepfiffen werden konnte. Zwar waren an dieser Aktion noch weitere berittene Polizisten beteiligt, jedoch blieb Billy aufgrund seiner auffälligen Farbe in Erinnerung. Die Regierung setzte eine Kommission ein, die untersuchen sollte, wie es zu den chaotischen Umständen am 28. April 1923 gekommen war. Die Kommission schlug eine Reihe von Sicherungsvorkehrungen vor, unter anderem mehr Eingänge, höhere Absperrungen und die Aufteilung der Tribüne in separate Sektoren.
Bis zur Schließung im Jahre 2000 fanden alle FA-Cup-Finals im Old Wembley statt. Ein Großteil der Finalspiele des FA Amateur Cups, des League Cups sowie der Football League Trophy wurden ebenfalls in Wembley ausgetragen.
Auf internationaler Ebene war Wembley in erster Linie Heimstatt der englischen Fußballnationalmannschaft, die dort über 80 Länderspiele austrug, wobei bis Anfang der 1960er Jahre auch noch Spiele in anderen Londoner Stadien, insbesondere im Highbury im gleichnamigen Stadtteil (12 Spiele), ausgetragen wurden. Zudem fanden dort die Finalspiele der WM 1966 und der EM 1996 statt. Im Ersteren fiel zwischen England und Deutschland das legendäre Wembley-Tor, das im Spielverlauf das 3:2 für England darstellte. Der Ball prallte nach einem Lattenschuss von Geoff Hurst auf die Torlinie; dennoch wurde auf Tor entschieden. Das Spiel endete mit einem 4:2-Sieg der Engländer und deren einzigem Weltmeistertitel. Zudem fanden hier die Finalspiele des Europapokals der Landesmeister der Jahre 1963, 1968, 1971, 1978 und 1992 statt.

### Olympische Spiele

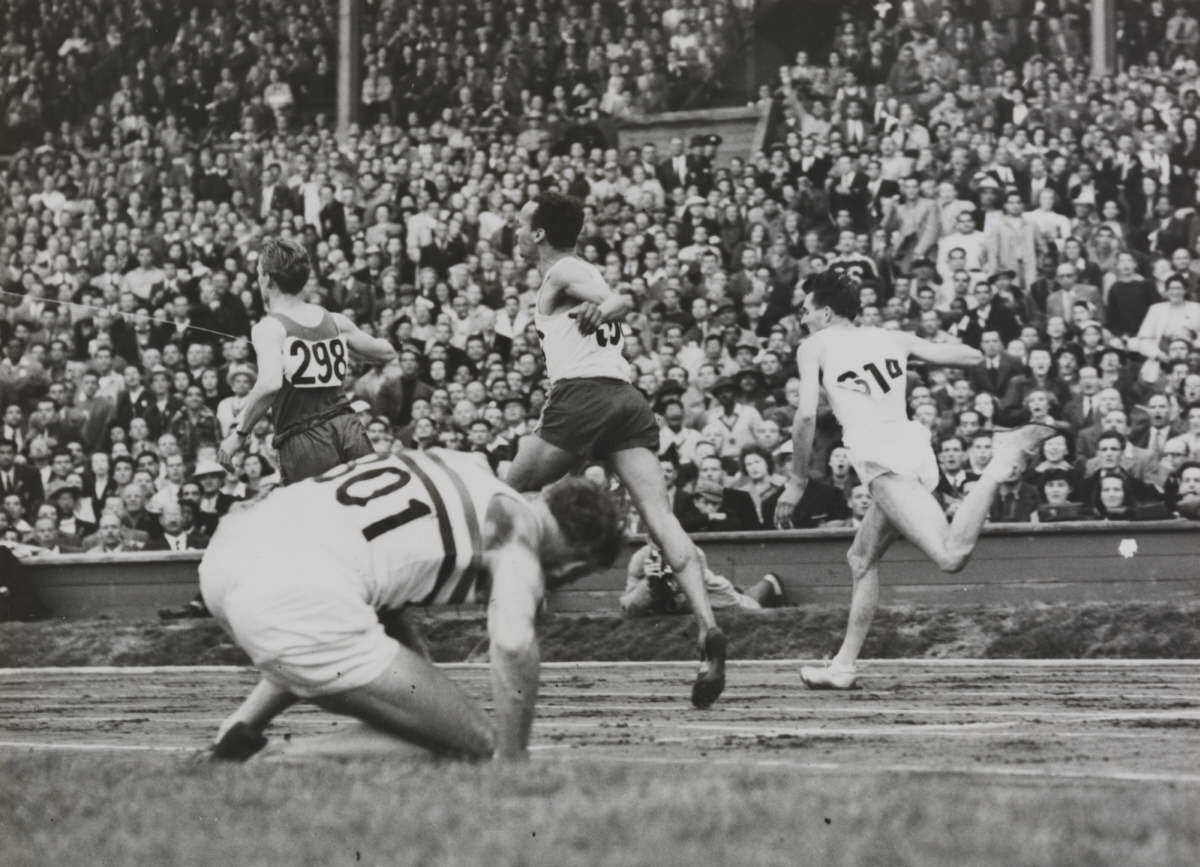
110-Meter-Hürdenlauf, 1948

Das Empire Stadium war das Hauptstadion der Olympischen Sommerspiele 1948. Die Eröffnungsfeier, die Schlussfeier und viele Wettbewerbe fanden hier statt. So wurden die Leichtathletik-Wettbewerbe sowie die Halbfinale, die Spiele um Platz drei und die Endspiele des Hockey- und des Fußballturniers hier abgehalten.

### Weitere Sportarten

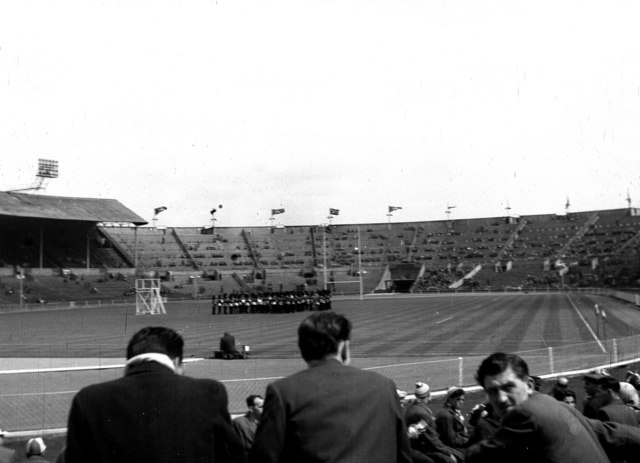
Beginn eines Rugby-Spiels, 1956

Die nach Fußball am häufigsten vertretene Sportart in Wembley war Rugby, so wurden seit 1929 die Finalspiele des Challenge Cups sowie 1992 das Finale der Rugby-League-Weltmeisterschaft ausgetragen. Ebenso fanden, wenn auch in geringerem Umfang, Spiele im American und Gaelic Football statt.
Zwischen 1936 und 1960 fanden zudem alle 15 Finals der Speedway-Einzel-Weltmeisterschaft auf der Rennstrecke des Stadions statt, später auch 1972, 1975, 1978 und zuletzt 1981 vor 90.000 Zuschauern.
1992 hielt die amerikanische Wrestling-Liga WWE (damals WWF) hier vor 80.355 Zuschauern mit der Veranstaltung SummerSlam den ersten PPV auf europäischem Boden ab. Im Hauptkampf besiegte der Engländer Davey Boy Smith seinen Schwager Bret Hart und gewann vor heimischem Publikum den Intercontinental-Titel.
Es wurde auch regelmäßig für Windhundrennen genutzt. Da sich bei der Fußball-WM 1966 der Besitzer des Wembley-Stadions weigerte, ein Greyhound-Rennen zu verlegen, wurde die Partie Frankreich gegen Uruguay im White City Stadium als Ersatzstadion ausgetragen.

### Konzerte
1985 fand in Wembley das Benefizkonzert Live Aid zu Gunsten der afrikanischen Bevölkerung statt. In London und in Philadelphia spielten insgesamt 16 Stunden lang zahlreiche internationale Topstars, sodass eine Spendensumme von umgerechnet über 100 Millionen Euro erreicht wurde. In London spielten dabei unter anderem Queen, Bon Jovi, The Who, die Dire Straits, Eric Clapton und U2. 1986 füllte Queen das Wembley-Stadion während ihrer Magic Tour. 1988 veranstaltete man zudem anlässlich seines 70. Geburtstages ein Benefizkonzert für Nelson Mandela. 1992 fand in Wembley das Freddie Mercury Tribute Concert statt.
Michael Jackson ist mit 15 Konzerten der Künstler, der die meisten Konzerte in Wembley spielte; dabei verkaufte er insgesamt über eine Million Eintrittskarten. Während seiner ersten Solotournee Bad World Tour spielte er in sieben Konzerten vor zusammengenommen 504.000 Zuschauern und sicherte sich damit einen Eintrag in das Guinness-Buch der Rekorde.
Die folgenden Künstler und Bands (Auswahl) traten – neben den bereits erwähnten – in Solokonzerten auf: Billy Joel, Genesis, die Spice Girls, Tina Turner, Madonna, Pink Floyd, Johnny Cash, Elton John, die Rolling Stones, Fleetwood Mac, Céline Dion, Oasis, die Bee Gees, Guns N’ Roses, die Eagles und die Simple Minds.